# Freckle Films
Freckle Films es una productora de cine y televisión estadounidense. Fue fundada por Jessica Chastain en 2016 con el objetivo de hacer visible la voz y el trabajo de las mujeres.  Los proyectos de la compañía incluyen las películas biográficas The Eyes of Tammy Faye (2021) y George & Tammy (2022), ambas protagonizadas por Chastain.

## Historia
En febrero de 2016, se informó que Chastain había lanzado la productora Freckle Films donde se desempeñaría como presidenta junto con la ejecutiva de desarrollo Elise Siegel. Freckle Films firmó un acuerdo general con Maven Pictures, encabezada por Celine Rattray y Trudie Styler. Entre los objetivos: mostrar el talento de las mujeres delante y detrás de las cámaras.
En mayo de 2017 se incorporó Kelly Carmichael como presidenta de producción y desarrollo tras su experiencia en Miramax y en The Weinstein Company como ejecutiva de producción.

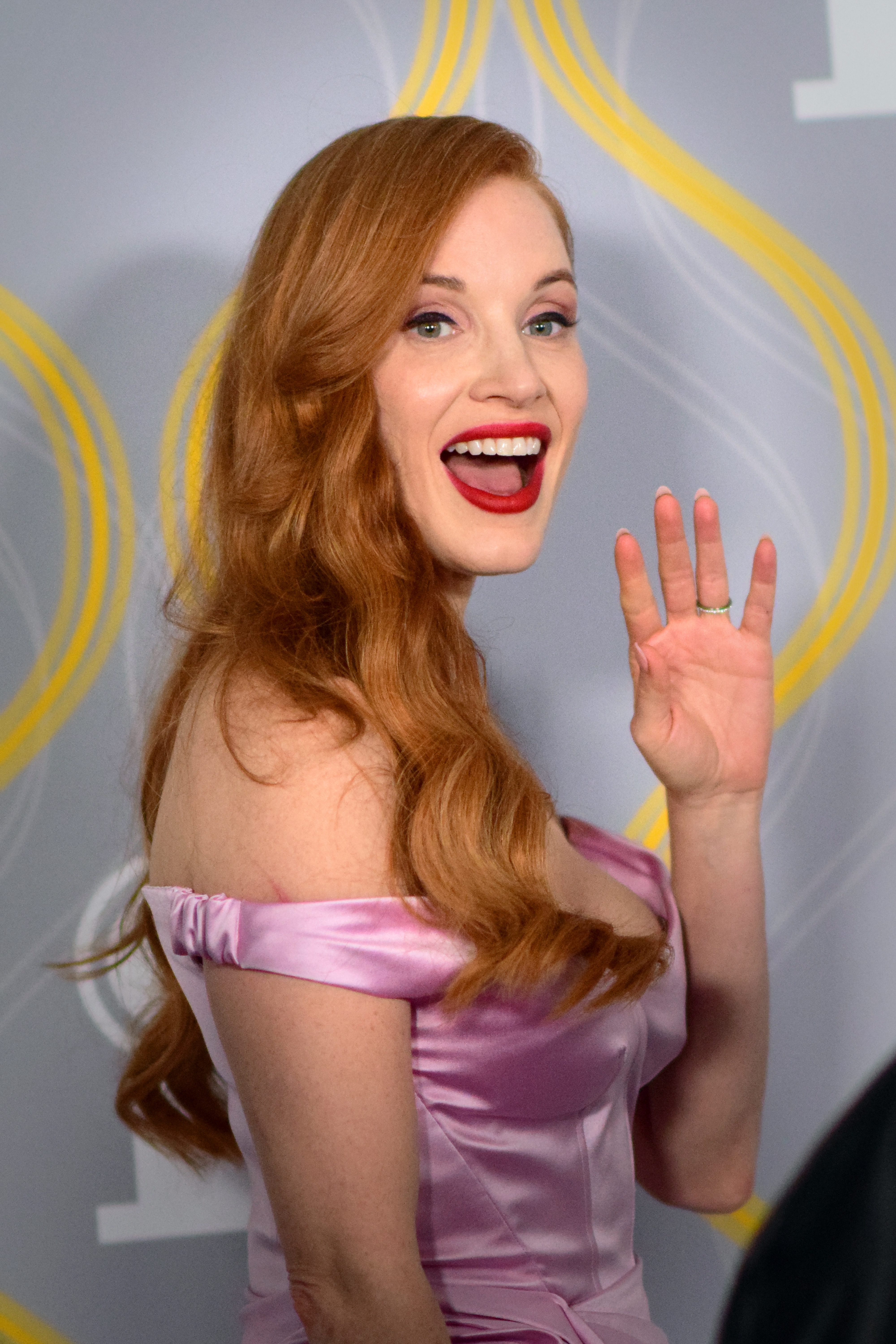
Chastain en 2022

Con Freckle Films, Chastain ha producido y protagonizado la película de acción Ava (2020), escrita por Matthew Newton quien inicialmente iba a dirigirla pero tras la polémica surgida porque Chastain trabajara con Newton, acusado de maltratar a dos de sus exnovias, Newton fue finalmente reemplazado en la dirección por Tate Taylor.   La película se estrenó en Hungría el 2 de julio de 2020.    Comenzó a emitirse en Netflix el 6 de diciembre de 2020.  Fue la tercera película más vista en su primer día de estreno y terminó en primer lugar en su segundo día. 
Posteriormente realizó la producción de The Eyes of Tammy Faye, protagonizada por Chastain y Andrew Garfield con estreno mundial en el Festival Internacional de Cine de Toronto en septiembre de 2021. En la 94.ª edición de los Premios de la Academia, la película ganó Mejor Actriz (para Chastain) y Mejor Maquillaje y Peluquería . Chastain también ganó el premio SAG y el premio Critics' Choice Movie a la mejor actriz .
En 2018, Chastain y un grupo de actrices internacionales viajaron al Festival de Cine de Cannes para presentar una película de espías exclusivamente femenina, The 355 .  Universal Pictures adquirió los derechos de la película por 20 millones de dólares.  Fue lanzada el 7 de enero de 2022. En 2022, la empresa compró los derechos para adaptar la novela La escuela de buenas madres como serie de televisión. 
Freckle Films y Chastain produjeron más tarde la miniserie biográfica de Showtime George & Tammy, en la que interpretó a la cantante de country Tammy Wynette junto a George Jones de Michael Shannon.   En preparación, Chastain y Shannon entrenaron con un entrenador vocal para cantar varias de las canciones de su personaje. También perdió peso para interpretar a Wynette hacia el final de su vida.  

## Filmografía

### Películas
| Año       | Título de la película     | Director          | Bruto (mundial)          | Notas                                                                                                |
| --------- | ------------------------- | ----------------- | ------------------------ | --- |
| 2020      | Ava                       | Tate Taylor       | 3,3 millones de dólares  | |
| 2021      | The Eyes of Tammy Faye    | Michael Showalter | 2,7 millones de dólares  | Premio de la Academia gana a la Mejor Actriz en un Papel Protagónico y Mejor Maquillaje y Peluquería |
| 2022      | Agentes 355               | Simon Kinberg     | 27,8 millones de dólares | |
| Pendiente | El instinto de las madres | Benoît Delhomme   |                          | |

### Series de televisión
| Año  | Título de la película | Red      | Notas                                                      |
| ---- | --------------------- | -------- | ---------------------------------------------------------- |
| 2022 | George & tammy        | Showtime | Miniserie; cuatronominaciones a los premios Primetime Emmy |

### Próximos proyectos
- La división [16]